# Йоан Руський

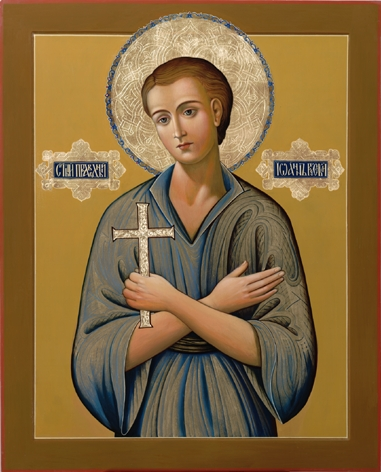
Ікона праведного українського сповідника Іоана Русина

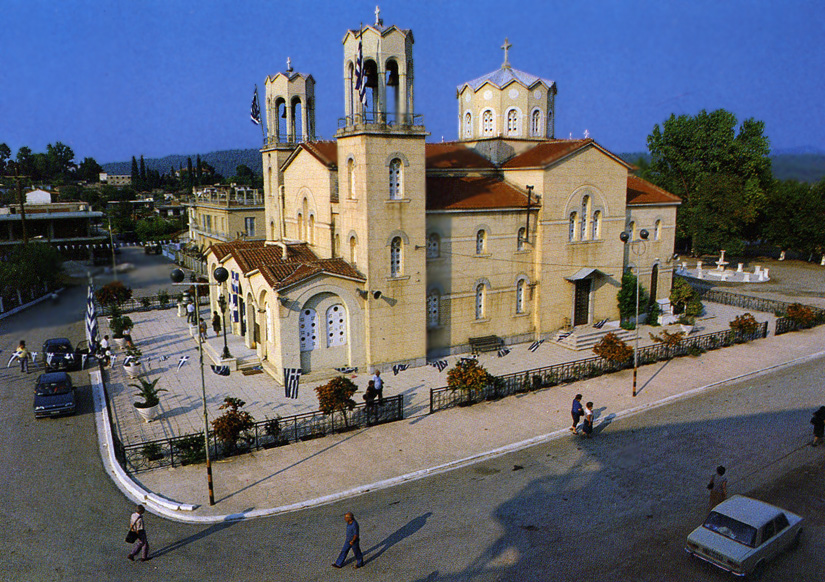
Церква Іоана Русина в Нео-Прокопіоні, Евбея, Греція

Іоан Руський, інколи Йоан Русин (грец. Αγιος Ιωάννης ο Ρώσος, 1690, Гетьманщина — 27 травня (9 червня) 1730, Прокопіон, Мала Азія) — православний святий, воїн та сповідник, чудотворні мощі якого спочивають у Греції. Користується великою пошаною серед православних греків.

## Життєпис
Народився в Гетьманщині близько 1690. Під час війни, яку Росія вела з Туреччиною в 1711⁣ — ⁣1718 роках, він служив воїном у російській армії Петра I. Іоан, вихований у православному дусі, глибоко сумував, спостерігаючи жорстокості війни, смерть тисяч молодих чоловіків, страждання дітей, жінок, старих. У битві за визволення Азова він був схоплений кримськими татарами, проданий туркам і переправлений у місто Прокопіон, що у Кесарії Каподокійській (Мала Азія), де він став невільником у місцевого турецького аги.

## Життя у полоні
Полонений терпів психологічний тиск з боку турків, його утримували у стайні з домашніми тваринами. Але ніщо не зламало дух Іоана — мученицьке життя у конюшні нагадувало йому вертеп Віфлеєма. Незабаром навіть турки почали його називати святим. Вночі він приходив помолитися до тамтешнього храму Святого Георгія. В цьому ж храмі у святкові дні він причащався. Попри свою бідність, Іоан завжди допомагав бідним.
Іоан отримав від Бога дар чудотворення. Розповідається, що коли його господар довгий час перебував у походах в далеких краях і рідні сумували, що його немає за родинним столом — звершилося чудо: по молитві святого Іоана господарю була перенесена тарілка з пловом зі сімейного столу. Тарілка була з сімейного сервізу, а плов був ще гарячим.
27 травня (9 червня) 1730 його тимчасовий полон і життєві негаразди закінчилися. Святий Іоан, причастившись, відійшов у вічність. Його було поховано як архієрея. Господар, який поважав свого полоненого воїна, скликав священників для поховання. Поклонитися Святому Іоану прийшли всі християни, які були в Прокопіоні.

## Чудотворні мощі святого
Через три з половиною роки після смерті, бл. 1733 його нетлінні мощі були перенесені в храм Св. Георгія. Нового святого стали шанувати не тільки православні греки, але й вірмени та турки. У 1881 році частина мощей святого була перенесена в монастир святого Пантелеймона на Святій Горі Афон. Друга частина мощей, у 1924 році, була перевезена до м. Халкіда (о-в Евбея), а через рік — до містечка Нео Прокопіо, де перебувають і до сьогодні. У 1930 році було закладено будівництво Храму Іоана Русина на острові Евбея. Завершилося у 1951, відтоді мощі покояться в храмі. До святих мощей Іоана Русина ідуть паломники з усієї Греції та інших країн.
У записах про нові чуда святого Іоана є дивні випадки: це і спасіння від корабельних аварій, і зцілення безнадійних хворих. Вже давно помітили особливу прихильність святого до дітей: із чудес, здійснених за його молитвами, найбільше радують численні випадки благодатної допомоги хворим дітям — зцілення від білокрів'я, онкозахворювань, паралічу, а також повернення дітей-наркоманів до нормального життя.